# Colostygia viridicinctaria
Colostygia viridicinctaria là một loài bướm đêm trong họ Geometridae.